# NGC 154
NGC 154 ist eine elliptische Galaxie vom Hubble-Typ E? im Sternbild Walfisch südlich des Himmelsäquators. Sie ist schätzungsweise 361 Millionen Lichtjahre von der Milchstraße entfernt und hat einen Durchmesser von etwa 115.000 Lichtjahren.
Im selben Himmelsareal befinden sich u. a. die Galaxien IC 23, IC 26, IC 27, IC 28.
Das Objekt wurde am 27. November 1785 von dem deutsch-britischen Astronomen Wilhelm Herschel entdeckt.